# Axis Assassin
Axis Assassin est un jeu vidéo de type shoot 'em up développé par John Field et publié par Electronic Arts en 1983 sur Apple II avant d’être porté sur Atari 8-bit et Commodore 64. Son système de jeu s’inspire du jeu d’arcade Tempest (1981). Comme ce dernier, il se déroule dans des environnements en trois dimensions représentés en vectorielle. A l’aide du joystick, le joueur contrôle un tireur qui peut se déplacer dans les quatre directions et tirer vers l’avant ou vers l’arrière pour détruire ses ennemis. Le jeu est composé d’une centaine de niveaux de géométries différentes,,.

## Accueil
| Axis Assassin            |      |       |
| Média                    | Pays | Notes |
| Computer and Video Games | GB   | 7/10  |
| Zzap!64                  | GB   | 70 %  |